# Фисенко, Светлана Артуровна
Светлана Артуровна Фисенко (21 июля 1984) — российская футболистка, нападающая.

## Биография
В 2002—2003 годах была в заявке клуба высшей лиги России «Энергетик-КМВ» (Кисловодск). В ходе сезона 2003 года перешла в московское «Чертаново», провела в его составе 8 матчей в высшей лиге. О выступлениях в следующие несколько сезонов сведений нет[уточнить].
В 2007 году перешла в тольяттинскую «Ладу», с которой в 2007 году победила в турнире второго дивизиона, а в 2008 году стала серебряным призёром первого дивизиона и полуфиналисткой Кубка России. Однако после выхода «Лады» в высшую лигу потеряла место в составе и в 2009 году не провела ни одного матча, а команда в середине сезона прекратила существование. В начале 2010 года Фисенко перешла в состав дебютанта высшей лиги краснодарской «Кубаночки», но не сыграла ни одного матча.
В ходе сезона 2010 года перешла в клуб высшей лиги Украины «Ильичёвка» (Мариуполь). Пропустив следующий сезон, в 2012 году вернулась в «Ильичёвку», где выступала до 2014 года. Всего сыграла 37 матчей и забила 6 голов в чемпионатах Украины. Бронзовый призёр чемпионата Украины 2010 года.
В конце карьеры выступала за московские клубы «Торпедо», «ВТБ», «Глобус» в первом и втором дивизионах России. Также принимала участие в соревнованиях по мини-футболу, в том числе в первом дивизионе России.
Выступала за молодёжную сборную России (до 19 лет), участница отборочных матчей молодёжного чемпионата Европы.